# ルーテル同胞聖書神学校
ルーテル同胞聖書神学校（ルーテルどうほうせいしょしんがっこう）は宮城県仙台市にある、日本ルーテル同胞教団立の神学校。

## 歴史
- 1952年 酒田市に東北聖書学院を設立
- 1955年 秋田市に移転
- 1969年 ルーテル同胞聖書神学校に改称。その後秋田市から仙台市に移転する。

## 特色
- 神学教育は聖書、人間、伝道、牧会をよく学ぶ。特に、牧会の実践に重きを置いている。
- 東北を見、日本を見、世界を見る練達した働き人を送り出すことを期する。

## 教師
- 小助川次雄（名誉校長）
- 佐々木武（校長）